# Backlash (1999)
Backlash (1999) foi o evento pay-per-view (PPV) inaugural do Backlash, produzido pela World Wrestling Federation (WWF; WWE em 2002). Aconteceu em 25 de abril de 1999, no Providence Civic Center em Providence, Rhode Island e foi apresentado pela Castrol GTX. O evento foi originalmente promovido como "Backlash: In Your House", mas a marca foi abandonada porque o WWF interrompeu a série In Your House antes do Backlash ser realizado. Como resultado, Backlash foi o primeiro PPV mensal não In Your House realizado pela promoção fora de seus cinco principais eventos na época (a marca In Your House seria revivida pela WWE para sua marca de desenvolvimento NXT em 2020). O conceito do pay-per-view foi baseado na reação do principal evento do WWF, a WrestleMania.
Em linha com o conceito do evento, o evento principal foi uma revanche da WrestleMania XV entre Stone Cold Steve Austin e The Rock pelo Campeonato da WWF, mas desta vez com um árbitro convidado especial, Shane McMahon. Mais abaixo no card, Big Show e Mankind tiveram uma luta Boiler Room Brawl para resolver as questões após o encontro anterior, que decidiu quem iria arbitrar o evento WrestleMania. Triple H também lutou contra X-Pac devido a Triple H, fazendo com que X-Pac perdesse uma partida pelo Campeonato Europeu no mês anterior.

## Produção

### Introdução
De 1995 a 1999, a World Wrestling Federation (WWF, agora WWE) executou uma série de pay-per-views (PPV) mensais intitulados In Your House, que foram realizados entre os cinco principais PPVs da promoção na época: Royal Rumble, WrestleMania, King of the Ring, SummerSlam e Survivor Series, referidos como os "Cinco Grandes". O próximo evento era originalmente "Backlash: In Your House", mas em abril de 1999, o WWF eliminou gradualmente os eventos In Your House para estabelecer nomes permanentes para os pay-per-views mensais realizados entre os "Cinco Grandes". O Backlash, por sua vez, abandonou a marca In Your House e foi o primeiro PPV mensal realizado após a descontinuação dos programas In Your House. A publicidade inicial incluía a marca In Your House, mas foi descartada nas semanas que antecederam o pay-per-view. O Backlash foi posteriormente realizado após a WrestleMania XV, e ocorreu em 25 de abril de 1999, no Providence Civic Center em Providence, Rhode Island. O conceito do pay-per-view foi baseado na reação do principal evento do WWF, a WrestleMania.

### Rivalidades
O evento consistiu em oito lutas de lutas profissional com resultados predeterminados. As lutas envolviam lutadores retratando seus personagens (conhecidos como gimmicks) em histórias planejadas que aconteciam antes, durante e depois do evento.
A principal rivalidade do evento envolveu o Campeonato da WWF, que Stone Cold Steve Austin venceu de The Rock na WrestleMania XV. Na noite seguinte no Raw is War, no entanto, Austin exigiu a devolução de seu cinturão Smoking Skull, um cinturão de campeonato personalizado que ele havia usado no ano anterior durante sua gestão como Campeão do WWF, que o vilão proprietário da WWF, Mr. McMahon, roubou dele no Breakdown: In Your House, depois de causar a derrota de Austin. Em vez de se opor a ele como normalmente faria, McMahon concordou com o pedido, pois The Undertaker havia ameaçado sua família. O filho do Mr. McMahon, Shane, discordou e foi contra a vontade de seu pai, roubando o cinto da Smoking Skull e dando-o a The Rock, que fazia parte da aliança vilã The Corporation. Shane então expulsou sem cerimônia seu pai da The Corporation, enquanto Austin e Rock continuaram a brigar pela propriedade do cinto personalizado de Austin. Isso culminou com uma luta entre os dois que terminou com Rock jogando Austin, e depois o cinturão, em um rio de uma ponte em Detroit que aludiu aos eventos de dezembro de 1997, quando Austin jogou o Campeonato Intercontinental de Rock no rio Oyster. The Rock realizou um funeral simulado na semana seguinte para Austin, revelando que ele ainda estava de posse do cinto da Smoking Skull; Austin invadiu o funeral com um caminhão monstro e esmagou a limusine e o carro fúnebre de Rock. Durante o Sunday Night Heat que foi ao ar antes do evento, Shane declarou que a luta não teria estipulação de desqualificação e se anunciou como o árbitro convidado especial.

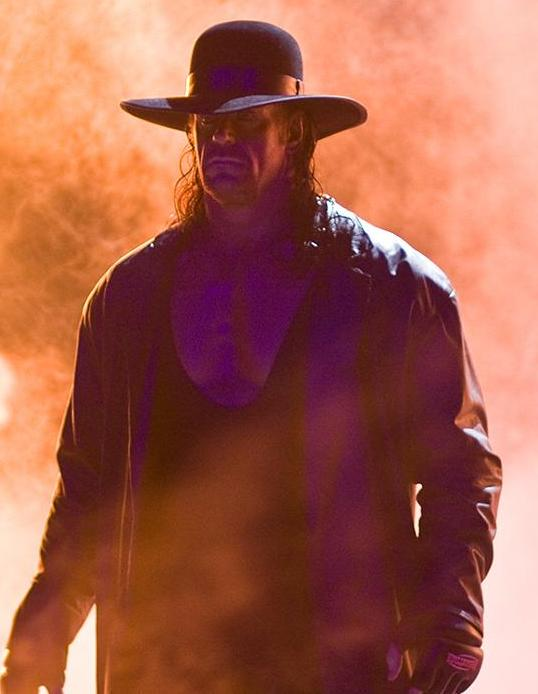
O grupo Ministry of Darkness de Undertaker esteve envolvido em uma série de rivalidades no Backlash

The Undertaker, por sua vez, estava envolvido em uma história em que se tornou o líder de um grupo satânico de lutadores chamado The Ministry of Darkness. Durante o início do ano, ele começou a articular um desejo por Stephanie McMahon levando a uma luta Hell in a Cell na WrestleMania, onde o membro da corporação The Big Boss Man foi enforcado no teto. Undertaker então se tornou mais agressivo em suas ações, exigindo Stephanie e oferecendo 'sacrifícios' quando ela não foi entregue a ele. Uma mulher que ele sacrificou, por crucificação, foi Ryan Shamrock, que interpretou a irmã de Ken Shamrock na tela. Lutando pela honra da família, Shamrock jurou quebrar a perna de Undertaker.
A obsessão de Undertaker por Stephanie levou a outra luta no evento. Em abril, Undertaker conseguiu sequestrar Stephanie, no entanto Shamrock, em busca de vingança, começou a tentar encontrá-la e atacou vários membros do Ministério por seu paradeiro. Eventualmente, Christian revelou onde ela estava, forçando The Undertaker a repreendê-lo chicoteando-o e levando-o a uma crucificação. Enquanto ele estava no Ministério junto com Edge e Gangrel, os três também formaram um grupo menor chamado The Brood que escolheu Christian ao invés do Ministério e o salvou, deixando o Ministério. Isso levou os asseclas de Undertaker a serem forçados a lutar contra o Brood.
Em outra parte do card, Triple H lutou contra X-Pac devido a eventos que ocorreram na WrestleMania. Durante o evento, Chyna, que havia sido valet e namorada de Triple H, mas desde então o traiu para se aliar a Kane, se reuniu com Triple H. Os dois, que estavam em um grupo de luta livre chamado D-Generation X, vieram ao ringue mais tarde no para ajudar ostensivamente o outro membro da D-Generation X, X-Pac, em sua luta contra Shane McMahon. Os dois atacaram X-Pac para se aliar a McMahon e The Corporation, no entanto, e como resultado, X-Pac perdeu a partida do Campeonato Europeu.
Duas lutas hardcore foram agendadas para o card. A primeira foi uma luta especial, uma Boiler Room Brawl baseada no lutador Mankind, que foi anunciado como sendo "da sala da caldeira". Como ex-membro da The Corporation e desafiante pelo Campeonato da WWF de The Rock em dezembro e janeiro, Mankind se viu entrando em conflito com o executor corporativo Big Show, especialmente quando Big Show fez com que Mankind perdesse seu cinturão em uma luta escada, removendo-o de o evento principal da WrestleMania. Desesperado para fazer parte do evento principal da WrestleMania, Mankind reivindicou ser o árbitro convidado especial, mas o líder da Corporação, Vince McMahon, preferiu a arbitragem do Big Show para garantir que The Rock permanecesse o campeão. Os dois lutaram na WrestleMania para determinar quem arbitraria o evento principal, que Mankind venceu por desqualificação. No enredo, no entanto, Mankind foi hospitalizado após a luta, enquanto Big Show foi preso depois de dar um soco em McMahon por esbofeteá-lo. Com isso, Big Show deixou a The Corporation, mas manteve o desejo de acertar as contas entre os dois em uma luta hardcore. Aos poucos os dois passaram a se respeitar, resgatando um ao outro das agressões corporativas, mas queriam lutar pelo orgulho.
A outra luta hardcore no card foi pelo Campeonato Hardcore da WWF; Bob Holly lutou contra Al Snow nas margens do rio Mississippi dois meses antes e, apesar do último ser notório por suas proezas hardcore, Holly conquistou a vitória. Os dois lutaram na WrestleMania, mas a luta também incluiu Billy Gunn  e uma luta decisiva foi necessária. Nos episódios do Raw is War que antecederam Backlash, "Dr. Death" Steve Williams rivalizava regularmente com Snow e Holly pelo Campeonato Hardcore, onde era administrado por Jim Ross. Uma luta notável envolveu Williams e Holly lutando entre si em uma fraternidade em Albany, Nova York, na edição de 22 de março de 1999 do Raw is War, e uma luta na semana seguinte em que Snow atingiu Williams com uma frigideira nas costas do árbitro. No episódio de 5 de abril de 1999, Snow e Holly tiveram uma luta individual, onde Williams atacou os dois com suplexes em vingança.
Williams estava programado para lutar contra Snow e Holly no pay-per-view, tornando a luta hardcore um three-way para o Campeonato Hardcore da WWF. No entanto, Williams foi retirado da televisão em meados de abril por precisar de mais tempo para reabilitar sua lesão e por se recusar a trabalhar para FMW. Ele foi solto pouco depois. Williams estava sendo construído como um midcarder na época na esperança de consertar seu personagem após o WWF Brawl For All, rivalizando com Snow e Holly desde março.
A rivalidade final indo para a noite viu Goldust tentar reconquistar seu Campeonato Intercontinental da WWF. No Raw is War, Goldust estava programado para se defender contra Big Boss Man, mas The Godfather, um lutador cujo truque envolvia ser um cafetão, ofereceu a Boss Man algumas prostitutas para ocupar seu lugar e ganhou o título.

## Evento
| Papel:                    | Nome:           |
| ------------------------- | --------------- |
| Comentaristas em inglês   | Jim Ross        |
| Comentaristas em inglês   | Jerry Lawler    |
| Comentaristas em espanhol | Carlos Cabrera  |
| Comentaristas em espanhol | Hugo Savinovich |
| Entrevistadores           | Kevin Kelly     |
| Entrevistadores           | Michael Cole    |
| Anunciadores de ringue    | Howard Finkel   |
| Árbitros                  | Mike Chioda     |
| Árbitros                  | Earl Hebner     |
| Árbitros                  | Jim Korderas    |
| Árbitros                  | Theodore Long   |
| Árbitros                  | Tim White       |

### Sunday Night Heat
Antes do evento pay-per-view ir ao ar, a multidão foi aquecida com o programa de televisão a cabo Sunday Night Heat, que consistia em quatro partidas. Em uma competição de duplas intergênero, Val Venis e Nicole Bass derrotaram D'Lo Brown e Ivory quando Nicole Bass derrotou Ivory. Posteriormente, Bass fez avanços sexuais para Venis, que partiu rapidamente. Em outra luta de duplas, Droz e Prince Albert derrotaram Too Much (Brian Christopher e Scott Taylor) quando Albert derrotou Scott Taylor. Depois disso, Kane derrotou The Big Boss Man em uma partida individual. A partida final do show viu Viscera imobilizar Test depois que Big Boss Man acertou Test com um cassetete, fingindo estar mirando em Viscera.

### Lutas preliminares
A primeira partida no pay-per-view foi a luta de duplas de seis homens entre The Brood e The Ministry of Darkness. Mideon começou colocando um globo ocular em uma jarra no meio do ringue para assustar seu oponente Christian. Durante a partida, o Ministry distrairia o árbitro para emboscar os vários membros do Brood, enquanto o Brood tendia a usar movimentos duplos de equipe até que Edge fosse impedido de marcar seus parceiros. Depois que Edge conseguiu marcar Christian, as equipes ignoraram as regras de duplas e todos lutaram no ringue, com Edge usando um Christian ajoelhado para correr e pular no canto para atacar Mideon e Christian, em seguida, fazendo o mesmo com Gangrel para pular em Bradshaw em o canto oposto. Depois disso, as equipes começaram a brigar do lado de fora, exceto Christian e Bradshaw. Christian quase venceu a partida depois de um tornado DDT do canto, mas o membro do Ministry Viscera veio para o lado do ringue e esmagou Christian contra o ringue, em seguida, jogou-o de volta, permitindo que Bradshaw usasse seu finalizador Clothesline From Hell e o imobilizasse.